# 中国知识产权研究会
中国知识产权研究会是中华人民共和国知识产权工作者组成的群众性学术团体，是中国科学技术协会主管的社会团体。

## 历史沿革
1984年12月12日，中国专利局发起成立中国工业产权研究会筹委会。1985年3月29日，中国工业产权研究会正式成立。1990年11月30日，改名为中国知识产权研究会。